# Tulitikkutehtaan tyttö
Tulitikkutehtaan tyttö (finès: La noia de la fàbrica de mistos, comercialitzada internacionalment com The Match Factory Girl) és una pel·lícula finlandesa-sueca de 1990 editada, escrita, coproduïda i dirigida per Aki Kaurismäki, l'última entrega de la seva trilogia del proletariat, després de la seva Ombres al paradís i Ariel.Segueix a Iris, una jove treballadora de fàbrica d'aspecte senzill que viu una vida solitària, empobrida i sense incidents a la Finlàndia de finals dels anys vuitanta. Iris és interpretada per Kati Outinen, que havia aparegut en una sèrie d'altres pel·lícules de Kaurismäki.
Tulitikkutehtaan tyttö ha estat sovint considerada una de les pel·lícules finlandeses més apreciades. Va empatar com a "millor pel·lícula finlandesa" en una enquesta de crítics de cinema el 1992.

## Argument
L'Iris viu amb la seva mare i el seu padrastre de mitjana edat, que passen la major part del temps mirant les notícies per televisió. Esperen que els doni tots els guanys de la seva línia de producció de la fàbrica de llumins i que faci totes les tasques domèstiques. Va a ballar però no atrau parelles. Es compra un vestit de colors amb l'esperança que això augmentarà el seu atractiu. En veure-ho, els seus pares l'anomenen puta i li demanen que el torni, però ella els desafia i el porta a un club de ball.
Al club, l'Iris coneix l'Aarne, que es creu que és una prostituta pel vestit, encara que l'Iris no se n'adona. Passen la nit junts al seu apartament. L'Aarne marxa l'endemà al matí abans que l'Iris es desperti, deixant diners per a ella a la tauleta de nit. L'Iris deixa el seu número i, després d'esperar en va que l'Aarne la truqui, el visita i concerta una segona cita. L'Arne coneix els seus pares quan ell la crida. Al final del sopar, l'Aarne li informa durament que no busca el seu afecte i li diu que se'n vagi. Torna a casa i es passa la resta de la nit plorant.
Iris més tard descobreix que està embarassada i escriu a l'Aarne demanant-li que crii el nen amb ella. Ella rep una resposta simplement dient "Desfer-se del mocós", juntament amb un xec de 10.000 markka. L'Iris es distreu i surt al carrer, deixant la carta i comprovant a la taula, on els troba la seva mare. Mentre vaga molesta, Iris és atropellada per un cotxe i té un avortament involuntari. El seu padrastre visita l'Iris a l'hospital i li diu que ha de marxar de l'apartament perquè li ha causat un gran dolor a la seva mare.
L'Iris s'instal·la amb el seu germà i es torna cada cop més desanimada. Compra verí per a rates, el barreja amb aigua i el posa en una ampolla petita, que posa a la bossa de mà. Va a l'apartament d'Aarne i li diu que vol una copa. L'Aarne porta les begudes, però l'Iris demana gel, i quan l'Aarne va a buscar-lo, l'Iris aboca una mica de la barreja a la seva beguda. Quan l'Aarne torna, li diu que tot està cuidat i que no s'ha de preocupar perquè aquesta serà l'última vegada que la veurà. Ella torna el seu xec, beu ràpidament la major part de la seva beguda i se'n va. L'Aarne s'asseu en silenci durant uns moments i després beu la seva beguda.
De camí a casa, l'Iris entra a un bar, demana una cervesa, s'asseu al bar i comença a llegir. Un home s'asseu al seu costat, sense ser convidat, i intenta cridar-li l'atenció. L'Iris somriu a l'home, treu el verí i s'aboca una mica al seu got. Ella se'n va, i l'home acaba la seva beguda.
Iris visita la seva mare i el seu padrastre. Ella els prepara un àpat i aboca la resta del verí a la seva ampolla de vodka mentre estan al costat. Mentre mengen, l'Iris s'asseu a la sala d'estar fumant i escoltant música. Al cap d'una estona, s'aixeca per mirar i veu que els seus pares són morts.
L'endemà a la feina, la policia se l'emporta l'Iris.

## Repartiment
- Kati Outinen com a Iris
- Elina Salo com a mare
- Esko Nikkari com a padrastre
- Vesa Vierikko com a Aarne
- Reijo Taipale com a cantant
- Silu Seppälä com a germà
- Outi Mäenpää com a company de feina
- Marja Packalén com a metgessa
- Richard Reitinger com a home al bar
- Helka Viljanen com a empleada d'oficina
- Kurt Siilas com a policia
- Ismo Keinänen com a policia
- Klaus Heydemann com a treballador

## Alliberament

### Resposta crítica
L'agost de 2011, Roger Ebert va afegir la pel·lícula a la seva llista The Great Movies. Va escriure que "va veure de manera hipnòtica. Poques pel·lícules són mai tan incansablement inflexibles... El que ho va fer més fascinant és que tot està al mateix nivell tonal: Iris suporta de manera passiva una sèrie d'humiliacions, crueltats i abandons".

### Mitjans domèstics
The Match Factory Girl es va estrenar en un Blu-ray sense regió per Future Film a Finlàndia el 3 de desembre de 2013. El llançament inclou cinc subtítols disponibles (suec, anglès, noruec i danès a més del finès) juntament amb el curtmetratge de Kaurismäki Bico, un segment de la pel·lícula d'antologia de 2004 Visions of Europe.